# Анастасия Гедиминовна
Анастаси́я Гедими́новна (языческое имя Айгу́ста; ок. 1320 — 11 марта 1345) — первая жена князя московского Симеона Ивановича Гордого, дочь великого князя литовского Гедимина от брака с неизвестной.

## Биография

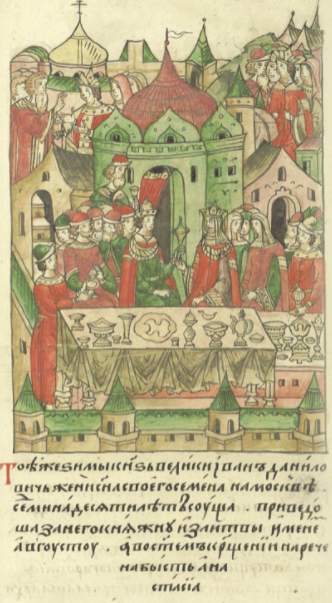
Женитьба Симеона I Гордого на Анастасии Гедиминовне

Дата рождения неизвестна, приблизительно 1320 год. В 1333 году была привезена в Москву и выдана за 16-летнего московского княжича Симеона Ивановича. Родила двух сыновей, Василия и Константина, умерших в младенчестве, и дочь Василису (жена кашинского князя Михаила Васильевича).
Отмечена в истории тем, что в 1345 году выделила средства на роспись Спасо-Преображенского собора Кремля, работы выполняли мастер по имени Гойтан с греческими и русскими учениками, из которых известны имена Семёна и Ивана.
Скончалась в Москве в схиме во время чумы. Похоронена в Спасо-Преображенском монастыре (Кремль), в стенах того же собора Спасского монастыря. После сноса собора в 1933 году могила была утрачена.

## В культуре
Айгуста является одним из действующих лиц в романах Дмитрия Балашова «Бремя власти» (1981) и «Симеон Гордый» (1983) из цикла «Государи Московские».